# Cantonul Marseille-Sainte-Marguerite
Cantonul Marseille-Sainte-Marguerite este un canton din arondismentul Marseille, departamentul Bouches-du-Rhône, regiunea Provence-Alpes-Côte d'Azur, Franța.